# Доисторические войны
Доистори́ческие во́йны происходили в период до изобретения письма и образования государства как крупного социального института. Данный промежуток военной истории охватывает большой временной период, включающий палеолит, мезолит, неолит и бронзовый век.

## Эпоха палеолита
Наиболее часто используемое оружие древнего человека в период палеолита было простым по форме. Первоначально такое оружие состояло из копий, которые в значительной степени использовались для охоты уже 35 000 лет назад. Среди наскальных рисунков того периода встречаются изображения людей, нападающих на других. Однако не существует никаких известных археологических свидетельств большого масштаба боевых действий в тот период социальной эволюции.

## Эпоха мезолита
В период мезолита происходит дальнейшие развитие общества; появляются новые, более сложные орудия труда, а также новые виды вооружений. Именно в этот период появляются луки.

## Эпоха неолита
Период неолита связан с развитием общин и появлением первых постоянных поселений, развитием фермерского хозяйства и дальнейшим усовершенствованием орудий труда. Уже в период энеолита (медно-каменный век), который многие историки не отделяют от неолита, появляются медные орудия труда и вооружения, но мало распространённые и ненадежные.
Иерархия общин эволюционирует из-за необходимости защиты оседлых поселений; начинает развиваться строй военной демократии. Многие общества превращаются в соседские общины.

## Бронзовый век
В период раннего бронзового века, человечество начало использовать бронзу (предположительное место первичного появления бронзы — Кавказ) в качестве основного материала для производства орудий труда. 
Первые племена, использовавшие бронзу, получили значительное преимущество над теми, кто её не использовал, что стало причиной быстрого распространения технологии производства сплава. 
Период бронзового века связан с такими военными конфликтами как Троянская война, войны Египта и Хеттской державы, войны городов-государств Шумера и Вавилонии.